# 朱霽
朱霁（1259年—1320年），字景周，元朝地方官员，泰安新泰人。朱煥的儿子。
朱霁承袭父官为淮东大都督。后改都督府为总管府，以朱霁为扬州路总管，兼府尹，佩金虎符。治民尚简。元军征爪哇，朱霁推荐朱清、张瑄运米。至元二十三年，改吉州路总管。将南宋名臣辛弃疾故第稼轩书院，列于学宫。后以病归乡。至元二十五年，担任平江路总管。元贞三年，改任台州路总管，又转信州路、衢州路，阶嘉议大夫。延祐三年，改任徽州路。延祐七年，去世。其子朱德懋，溧阳州判官；朱德润，江淮营田提举。